# دیوید آیگنبرگ
دیوید آنیگنبرگ (به انگلیسی David Eigenberg) هنرپیشه اهل آمریکا است. او برای ایفای نقش طولانی استیو بردی در سریال اچ بی او و ایفای نقش "هرمن" در سریال آتش‌نشانی شیکاگو و فیلم سکس و شهر مشهور است.
او همچنین در فیلم های پیشگویی‌های مرد شاپرکی و در روح بازی کرده است.

## زندگی شخصی
دیوید در لانگ آیلند ایالت نیویورک زاده شد و در ایلینوی و کمی بعد در شیکاگو، ایلینوی بزرگ شد. مادرش مدیر یک پیش‌دبستانی و پدرش یک حسابدار بازنشسته بودند. او دو خواهر به نام‌های "بستی" و "هلن" دارد.

پدر او یهودی و مادرش عضو کلیسای اسقفی بود. دیوید با آیین مادرش بزرگ شد.

دیوید برای نخستین بار در سن ۱۲ سالگی یک تئاتر محلی اجرا کرد.

او پس از پایان دبیرستان سه سال برای نیروی تفنگداران دریایی ایالات متحده آمریکا خدمت کرد.

او و همسرش کریستی، یک پسر به نام "لویی" و یک دختر به نام "مینابل" دارند.

## پیشه
نخستین نقش او در فیلم "خودکشی: زندگی روی خیابان" بود. او در فیلم گارفیلد هم به جای کاراکتر "Nermal" صداپیشگی کرد.

او هم‌چنین در سریال‌هایی مانند نظم و قانون و بارانی‌ها بازی کرده است.

به تازگی در سریال جدید شبکه ان بی سی به نام آتش‌نشانی شیکاگو در نقش "کریستوفر هرمن" بازی می‌کند که در ایران هم پُرطرفدار بوده است.